# Jowissa

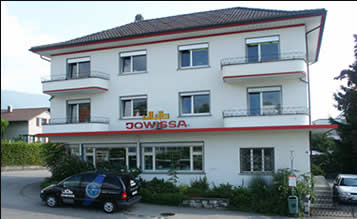
Instalaciones de Jowissa en Bettlach

Jowissa Watch Ltd. es una empresa relojera suiza de carácter familiar, fundada por Josef Wyss en 1951.

## Historia
Wyss comenzó a fabricar relojes de pulsera en su propia casa en Bettlach (Cantón de Soleura, Suiza), junto con dos compañeros de trabajo. Durante los primeros años, fabricaron relojes para otras marcas. En 1958, la empresa amplió sus instalaciones. Como consecuencia, se construyó una fábrica independiente junto a la residencia del Sr. Wyss y se contrataron más empleados.
Durante la década de 1970, la segunda generación de la familia Wyss se hizo cargo de Jowissa Watch Ltd. Los hijos de Josef, Erich, Manfred y Leander Wyss, decidieron empezar a fabricar relojes bajo su propia marca, "Jowissa", abreviatura de "Josef Wyss AG". Al mismo tiempo, Jowissa trasladó su sede y la fábrica a una nueva ubicación en Bettlach.